# Staffan I. Lindberg
Staffan Ingemar Lindberg, född 11 april 1969 i Brännkyrka församling i Stockholm, är en svensk statsvetare och professor vid Göteborgs universitet.
Han är verksam vid statsvetenskapliga institutionen och ledamot av universitets styrelse. Han är vidare ledamot av Sveriges unga akademi (2014–2019), från 2013 forskare inom ramen för Knut och Alice Wallenbergs stiftelse, forskare vid Quality of Government Institute och rådgivare vid  International Law and Policy Institute.
Lindberg är sedan 2017 och alltjämt (2025) en av flera forskningsledare, Principal Investigators, för det internationella demokratimätningsprojektet Varieties of Democracy (V-Dem), samt chef för V-Deminstitutet.
Lindbergs publicering har (2025) enligt Google Scholar över 22 000 citeringar och ett h-index på 62.

## Utmärkelser
- H.M. Konungens medalj i 8:e storleken med Serafimerordens band (2023).[12]
- American Political Science Association Lijphart/Przeworski/Verba Data Set Award (2016).[13]